# الان، اوت-گارون
الان، اوت-گارون (به فرانسوی: Alan, Haute-Garonne) یک کامین در فرانسه است که در Canton of Aurignac واقع شده‌است.

## خصوصیات
الان ۱۱٫۲۹ کیلومترمربع مساحت و ۳۰۶ نفر جمعیت دارد و ۳۷۸ متر بالاتر از سطح دریا واقع شده‌است.